# Rhynchosia macrantha
Rhynchosia macrantha är en ärtväxtart som beskrevs av Lucien Leon Hauman. Rhynchosia macrantha ingår i släktet Rhynchosia och familjen ärtväxter. Inga underarter finns listade i Catalogue of Life.